# Литомержицкий капитул
Литомержицкий капитул, официальное название — Кафедральный капитул у св. Стефана в Литомержице (чеш. Katedrální kapitula u sv. Štěpána v Litoměřicích) — чешский католический капитул, функционирующий в г. Литомержице при Соборе Святого Стефана.

## История капитула
Историю Литомержицкого капитула принято подразделять на два периода: первый в 1057—1655 годах, когда капитул был коллегиальным, и второй с 1655 года, когда в результате учреждения Литомержицкого диоцеза капитул получит статус кафедрального.
Литомержицкий коллегиальный капитул был основан князем Чехии Спитигневом II в 1057 году одновременно с основанием костёла Святого Стефана в Литомержице, который был передан капитулу. Грамотой об учреждении капитула ему во владение было пожаловано порядка 20-ти деревень в основном в окрестностях Литомержице (Кршешице, Ржепчице, Стари-Тин, Малечов, Бржези, Богушовице и др.). Одной из главных причин учреждения капитула было стремление князя Спитигнева II получить от римского папы Стефана IX королевский титул. Выбор в качестве святого покровителя храма и капитула первомученика Стефана также связан с этим обстоятельством.
Право назначать пробста Литомержицкого капитула принадлежало чешскому государю до вступления в силу Кодекса канонического права в 1918 году. Пробст управлял храмом Святого Стефана и всем имуществом капитула и представлял капитул во внешних отношениях. Первым пробстом капитула стал Ланц, саксонец по происхождению, выдвинутый в 1068 году князем Вратиславом II кандидатом на должность епископа Праги в противовес брату князя Яромиру.
С момента своего создания капитул уделял большое внимание просветительско-мессионерской деятельности на территории Литомержице, создав  при костёле приходскую школу.
В 1349 году благодаря стараниям тогдашнего пробста капитула Богуслава (1347—1358), брата первого архиепископа Праги Арношта из Пардубиц, была учреждена должность (dignita) декана капитула. Декан также назначался государем Чехии и заботился о надлежащем соблюдении церемоний богослужения в соборе Святого Стефана. Первым деканом капитула стал Микулаш Гоститслав из Гораждёвице (1349—1360).
Гуситское движение быстро нашло поддержку в Литомержице, в том числе, и по причине того, что главой Литомержицкого капитула в то вметя был друг Яна Гуса, сторонник обновления церкви Здислав Звиретик. В мае 1421 года город Литомержице присоединяется к гуситам. За время гуситских войн авторитет католической церкви в Литомержице существенно снизился, капитул потерял большинство своего недвижимого имущества, доходы его резко упали. Со 2-й половины XV века начинается возрождение капитула, делаются первые попытки вернуть по реституции потерянное ранее имущество.
С момента учреждения Литомержицкого диоцеза в 1655 году каноники Литомержицкого кафедрального капитула стали ближайшими помощниками епископа Литомержице при управлении епархией, заняв важные посты в епископской курии. Частыми стали случаи выборов нового епископа из состава каноников капитула.

## Структура и состав капитула
Капитул состоит из каноников и возглавляется пробстом капитула. До XIII века пробст Литомержицкого капитула носил титул abbas canonicus (отец-каноник). Второй по значимости фигурой в капитуле является декан капитула, который наравне с пробстом имеет статус прелата. Декан является, помимо прочего, хранителем печати капитула.
Современный состав капитула:
- магистр Йиржи Гладик — пробст капитула (с 2011 года), пастор прихода у Святого Стефана в Литомержице
- магистр Ян Непомук Йиржиште — декан капитула (с 2011 года), пастор прихода в Бела-под-Бездезем
- Карел Гавелка — каноник (с 1998 года), пастор прихода в Житенице
- Вернер Горак — каноник (с 2007 года)
- Вацлав Власак — каноник (с 2011 года)
- магистр Йозеф Сзелига — каноник (с 2011 года)
- магистр Рудольф Репка — каноник (с 2011 года)
- магистр Мартин Давидек — каноник (с 2011 года)
- Алексей Балаж — каноник (с 1995 года)